# Sita Camperio Meyer
Sita Camperio Meyer (Villasanta, 14 luglio 1877 – Rapallo, 5 luglio 1967) è stata un'infermiera e militare italiana ultima figlia di Manfredo Camperio e Marie Siegfried.
È ricordata per aver fondato le scuole di formazione professionale per le infermiere della Croce Rossa Italiana.

## Biografia
Sita nasce a Villasanta da Marie Josephine Siegfried e Manfredo Camperio. Il padre era un grande viaggiatore e aveva conosciuto la moglie in Alsazia. Dal matrimonio a Mulhouse, avvenuto il 30 marzo 1871nacquero quattro figli: Fanny (1872-1890) morta a diciotto anni di scarlattina, Filippo (1873-1945) divenuto ammiraglio, Giulio (1874-1896) morto di nefrite, e Sita. Il nome della ragazza deriva dalla passione del padre per la letteratura indiana e in particolar per il poema epico Rāmāyaṇa che aveva come coprotaganista la principessa Sita.
I genitori erano patrioti liberali che educarono i figli senza distinzione di genere. La madre, di origine alsaziana, era stata infermiera volontaria durante la guerra franco-prussiana. Fin da piccola studiò il violino e all'età di 18 anni ebbe il privilegio di esibirsi davanti alla regina Margherita. Nel 1898 si diplomò proprio in violino al conservatorio Giuseppe Verdi di Milano. L'anno successivo, il 20 settembre 1899, sposò a Monza Alberto Meyer, un industriale del tessile, la cui famiglia era originaria della Svizzera anche se si era stabilita a Milano già da molto tempo. Fu un matrimonio felice e il marito l'appoggiò sempre in tutte le sue iniziative lasciandole molta libertà di scelta.
Con l'appoggio della regina Margherita compì numerosi viaggi, anche all'estero, per conoscere l'organizzazione di scuole di infermieristica. Collaborò attivamente con il Comitato Milanese della Croce Rossa e con il suo presidente Rinaldo Taverna e riuscì a creare nel 1907 la prima ambulanza-scuola per le Infermiere Volontarie, ispirandosi al modello francese del Dispensaire Ecole de Plaisance. I primi corsi venivano dati presso il Palazzo d'Igiene e Sanità di via Palermo. Sempre su iniziativa di Camperio la prima Scuola delle Infermiere Volontarie della Croce Rossa Italiana vide la luce a Roma, l'8 febbraio 1908, sotto il patronato della regina Elena. La sua sede era presso l'ospedale militare del Celio e nel primo anno ricevette circa 250 iscrizioni.
Fu presente al primo Congresso delle donne italiane a Roma nell'aprile 1908 e il 4 dicembre dello stesso anno inaugurò a Milano, in piazza fratelli Bandiera, la prima ambulanza-scuola per infermiere della Croce Rossa Italiana; poche settimane dopo accorse a prestare il suo aiuto ai terremotati di Messina e Reggio.
Impegnata su una nave ospedale durante la guerra di Libia, nel marzo 1912 fondò a Milano in via Sassi 4, con l'aiuto d'importanti mecenati come Marco De Marchi, Giovanni Perez, Guglielmo Marconi, il marito e molti altri, la prima Scuola Convitto per Infermiere Professionali in Italia "Principessa Jolanda". Si trattava di un ospedale-scuola inaugurato il 16 giugno e le cui cure mediche furono affidate al dottor Perez. Questa scuola professionale che ebbe un ruolo importante anche durante il periodo bellico, chiuse nel 2007. Durante la prima guerra mondiale prestò ininterrottamente servizio al fronte ed ottenne numerosi riconoscimenti tra cui la medaglia di bronzo al valor militare per il suo comportamento coraggioso durante la battaglia di Caporetto. Prestò servizio nel Carso, dove il personale medico era carente, nell’ospedale da campo di Castelvecchio, località del comune di Sagrado, sul fronte dell’Isonzo, si trovò ad affrontare le terribili conseguenze del fosgene e le ustioni da yprite.
Tenne un diario di guerra, Luci ed ombre di eroi. Dal diario d’infermiera in zona d’operazione. Guerra italo-austriaca, stilato nel 1917 e pubblicato nel 1932: un diario di guerra che si interrompe con la disfatta di Caporetto.
Sita Camperio Meyer ricevette numerosi diplomi, attestati e medaglie a testimonianza del suo operato eccezionale fra cui i più importanti furono la medaglia Florence Nightingale del 12 maggio 1933 e la nomina a dama dell'Ordine della Corona d'Italia del 15 settembre 1964.
Visse a lungo a Rapallo, dove è annoverata fra le fondatrici della Biblioteca città di Rapallo e morì il 5 luglio 1967. Le sue spoglie sono conservate nel cimitero di Villasanta.

## Opere
- Luci ed ombre di eroi. Dal diario d’infermiera in zona d’operazione. Guerra italo-austriaca, 1932.
- La mia vita e le origini della nostra famiglia.